# Gerrit Kalsbeek
Gerrit Kalsbeek (Amsterdam, 1955) is een Nederlandse journalist, geluidsverzamelaar, wereldmuziekfreak en radiomaker.
Kalsbeek studeerde van 1975 tot 1981 Nederlandse Literatuur aan de Universiteit van Amsterdam. Hierna volgde hij tekstschrijfcursussen  voor radio en telepatisch communiceren met dieren. In 1986 begon hij bij de Staatsradio in de Amsterdamse Staatsliedenbuurt. Nadat hij gewerkt had voor meerdere lokale Amsterdamse vrije radiostations als Socialistische Arbeiders Radio, stapte hij in 1986 over naar de publieke omroep NPO. Kalsbeek maakte radioreportages en –documentaires en was te horen in radioprogramma’s als De Ochtenden en Studio Idzerda van de VPRO. Tevens werkte hij voor de Wereldomroep, VARA, NCRV en de IKON. Als radioman tracht Kalsbeek het hoorspel te promoten.
Op het Oorzakenfestival beloonde een internationele jury uit 36 inzendingen hun Polderpodcastinzending voor een Nederlandse non-fictiepodcast.
In 2016 kreeg hij daarom met Jacqueline Maris de eerste narratieve beurs voor een podcast van de Stichting Verhalende Journalistiek en het Stimuleringsfonds. De gemaakte pilot voor een podcastserie moest een kickstart geven aan de Nederlandse podcast. Het idee was een Nederlandse variant van de podcasthit ‘Serial’.
Kalsbeek en Maris maakten vervolgens voor de VPRO de podcastserie ‘Kwaad Bloed’ over moord op het platteland. De serie werd door de VPRO uitgezonden op NPO Radio 1. Hierin deden zij onderzoek naar zes oude moordzaken en een mysterieuze verdwijning op meerdere plekken in Nederland. Zij spraken daarin met nabestaanden, getuigen en ook daders en probeerden te reconstrueren wat er aan de moord voorafging en wat de moorden teweegbrachten. Kalsbeek schreef hiervoor het script en deed de geluidsvormgeving.

## Erkenning
In 2008 maakte Kalsbeek een serie radiodocumentaires over depressieve huisdieren. Na het lezen in de krant dat 85% van de huisdieren ongelukkig is, wilde Gerrit Kalsbeek weten of dat klopte.
vrijdag 10 juni 2016, Het volgens de jury ontroerende, geestige en ook leerzame resultaat' was goed voor De Tegel van 2008 in de categorie 'Achtergrond'. Het 'creatief vormgegeven' radioprogramma Het gelukkige huisdier werd door de VPRO uitgezonden in het programma De Ochtenden.

## Prijs
- De Tegel (2008)